# EXIT (ゲーム)
『EXIT』（イグジット）とは、タイトーから2005年12月15日に発売されたPlayStation Portable用パズルゲームである。2006年9月7日には続編である『カンガエル EXIT』が発売された。Xbox 360のXbox Live Arcadeとして配信されたほか、ニンテンドーDS（非常口 -EXIT DS-）やWindowsにも移植されている。

## 概要
主人公のMr. ESC（ミスターエスケープ）を操作して、ステージ内に0～6人いる遭難者を助け、出口まで案内させるというもの。
途中にはギミック（仕掛け）があり、遭難者に上手く指示を出したりアイテムを使用したりして切り抜けなければならない。
一定以上の高さから落下したり、炎や電気に触れるとミスとなり、ゲームオーバーとなる。
遭難者も電気や炎に触れるとミスとなり、ミッションによってはその時点でゲームオーバーになる事もある。
自機や同行者の表示を黒白のみでまとめ、影絵調にしたスタイリッシュなグラフィックも特徴の一つ。

## ミッションの種類
ミッションは以下の4種類が存在する。
- 時間内に脱出せよ!
遭難者がいないステージ。制限時間内に自分が脱出できればよい。
- 同行者を救出せよ!
遭難者1人を脱出させなければならない。同行者かMr.ESCがミスした時点でゲームオーバー。
- 同行者全員を救出せよ!
遭難者が2人以上の場合のみ。1人もミスさせずに全員脱出させる最も基本的なルール。プレイヤー含め誰か1人でもミスすれば脱出失敗。
- 最低でも○人は救出せよ!
遭難者の内○人でも脱出させればクリアとなる。規定人数に満たなくなるか手詰まりになるとゲームオーバー。なお、このミッションが出ている場合でも全員救出は必ず可能になっている。

## 遭難者の種類
以下の説明において、重量や腕力（動かせる物の最高重量）はMr.ESCを2とした際の値、長さは木箱の一辺を1とした際の値を指す。
（ゲーム中では重量をw、腕力をp、長さをmで表している。）
後述するエレベータや重量制限床、箱などに影響する。
遭難者は、基本Mr.ESCについてくる。Lボタンで「追跡モード」と「待機モード」を切り替えることができ、「追跡モード」の場合はMr.ESCを自分が追えるところまでついてくるが、「待機モード」はその場でじっとする。
救助した遭難者には指示を出すことができ、指示を出したい遭難者をクリック→行かせたい場所をクリックで指示することができる。このとき、その同行者は自動的に「待機モード」になる。
なお、マップ表示モードでは遭難者の位置は表示されるが、どのキャラクターがいるかはマップだけではわからない。ただし、周囲を見渡すことで確認できるほか、救助前の遭難者が断続的に助けを求めて発する声・台詞はキャラクターによって違うため、そこで判別することも可能。なお、この声のほかに「救助時にしゃべる台詞」「指示を出したときにしゃべる台詞」「指示が不可能で停止するときにしゃべる台詞」「出口に到達し脱出するときにしゃべる台詞」はキャラクターと性別によって異なる。遭難者はシチュエーションによって服装が違うほか、明確な男女の区別があるものの、同じキャラクターの性能はそれらによらず全く同じである。
遭難者を出口まで誘導すればその遭難者を脱出させることができ、ミッションの成功条件を満たした状態でMr.ESC自身を出口の前に移動させて〇ボタンを押すことができればそのステージをクリアすることができる。なお、ステージによっては出口が複数個あることもあり、その場合はどの出口に誘導・移動しても脱出/クリアとなる。
Mr.ESC
プレイヤーが操作するキャラクター。移動能力が高く、座り込んで助けを求める遭難者に触れて指示を出せるようにできる。一人称は「俺」。
ダッシュ・崖掴まりなどの能力を持つ。登れる段差は2mだが、ジャンプで1m分高度を稼げる。降りられる段差は3mだが、崖のそばでキーを下に入れると自分から崖にぶら下がり、2m分高度を稼げる。
重量・腕力は2、跳び越せる穴の距離は2m。ただしダッシュジャンプなら4m、崖掴まりも併用すれば6mほどの穴も跳び越せる。
キッド（KID）
体が小さく軽量であるため、大人が通る事のできない通路や床を通ることができる。力も弱いため、瓦礫などを少しずつ壊せる。その反面、背が低いため、高い段差がある場合は大人の補助が必要である。ただし、崩れる床で2mを落ちてもミスにはならない。また、はしごの昇降が遅い。
重量は1、腕力は0、跳び越せる穴の距離は1m。
アダルト（ADULT）
力持ちで、金庫（8w）を1人で押すことができる。ただし単独では高所に上がることができない。重量は4、腕力は8、跳び越せる穴の距離は1m。
ヤング（YOUNG）
Mr.ESCに一番近い運動能力を持ち、特に手助けをしなくても自力で付いてくることができる。登り降りはどちらも2mまで、重量・腕力ともMr.ESCと同じ2。跳び越せる穴の距離は2m。
ペイシェント（PATIENT）
「ケガ人」という名前の通り、災害時に怪我をして動けなくなってしまった障害者で、移動の際は大人に背負ってもらうしかない。背負った大人は段差を昇れなくなり、降りる際にも1mずつしか降りられなくなり、さらに移動速度も落ちる。（階段の昇降は可能）ストレッチャーに乗せて移動させることも可能。重量は2、腕力は0。

## 敵キャラ
ジェット（JET）
空からの救出を得意とする、Mr.ESCの商売敵（一方的にライバル視しているという説もある。）。
ステージ内に入って邪魔することはなく、Mr.ESCが救出できなかった遭難者（ミスになった遭難者）を救出していく。
うちゅ～じん
シチュエーション10で出現。
ライトサーベルで攻撃するか、上から物を落として潰すと箱に変える事が出来る。Mr.ESCか同行者が射程圏内に入ると攻撃してくる。キッドは発射されても当たらず、大人は這えばかわせるが、Mr.ESC以外の大人は自分から這えないため基本的に隙を突いて避ける必要がある。

## アイテム
クリックすることで取得可能で、様々な所で活躍する。ただし、アイテムは1キャラクターにつき1つまでしか所持できず、アイテムを持った状態で新たなアイテムを取得する場合は持っているアイテムを一度その場に置く必要がある。同行者に指示を出して回収させたり使用させることも可能な他、譲渡や交換も可能。
- 鍵 - ドアにかかった鍵を開けることができる。ただし、1つの鍵で開錠できるドアは1つだけである。
- ロープ - フックに掛けると下に降りることができる。使用すると回収はできない。
- 縄梯子 - フックに掛けると自由に昇降が可能になる。使用すると回収はできない。
- 消火器 - レベル1・レベル2の炎を消し、レベル3の炎をレベル1にすることができる。一回使い捨て。
- ツルハシ - 瓦礫、氷柱、壁などを破壊することができる。キャラクターによって使用効率に差が出る。何度でも使用可能。
- 懐中電灯 - 暗闇を照らす事ができる。取得すると自動的に使用する。Mr.ESCが持っている場合のみカーソルのある方向を照らす。
- スパイクシューズ - 氷床でも滑らないようになる。取得すると自動的に使用する。氷床の上にいる場合、箱はこれを履いていないと押せない。
- 板 - 木枠がある穴にかけることで、ジャンプせずに渡れるようになる。使用すると回収はできない。
- ライトサーベル - うちゅーじんを一定時間箱に変えてしまえる。箱化したうちゅーじんは木箱と同じ重さだが、炎に触れても燃えない。また、使い方を誤ると同行者を巻き添えにしてしまう危険がある。何度でも使用可能。

## ギミック

### 脱出の助けになるもの
- 階段 - 昇降が自在にできる。
- はしご - 昇降が自在にできる。ただしペイシェントを背負っている場合は通れない。
- ロープ - 高所から降りることができる（登りは不可）。アイテムのロープを掛けないと使えないものもある。
- 滑車 - キャラクターの重量によって上下する2台のゴンドラ。乗せたものと重量によって動作する。ゴンドラ部分が地面に落ちた際は箱を押しつぶせる。
- エレベーター - かご・天井に人や物を乗せてフロア間の昇降が自在にできる。ただし操作できるのはMr.ESCのみで、載せられる重量は6までである。
- 鉄棒 - つかまって左右に移動できる。Mr.ESCのみ利用可能。
- ゴンドラ - スイッチを操作する事により左右に移動できる。乗ると勝手に作動するものもある。
- スイッチ（壁式、床式） - これを操作することによってスプリンクラーやシャッターなどを作動させる事が出来る。壁式の場合は、壁に設置されているスイッチを押すことによってギミックが作動するが、種類によっては一定時間たつと作動したギミックが元に戻ってしまう。床式の場合は、上に自分・同行者・箱・ストレッチャー・金庫などを置く事によって作動するが、乗っている間しか作動しない。
- スプリンクラー - スイッチで作動し、水がかかる範囲の全ての炎を消す事ができる。
- 換気扇 - スイッチで作動し、付近に充満している煙を全て消すことが出来る。
- ストレッチャー - 上にペイシェントを乗せて運ぶことができる。重量は2。木箱などを上から落とすと動かせなくなるが、擬似的に箱を浮かせる事ができる。
- ワープ装置 - 乗ると同じマークの装置にワープできる。同じ装置に入っても別の装置にワープする場合もある。
- 無重力エレベーター - 無重力エレベーターに重なり、キーを入力すると入れた方向に移動することができるが、Mr.ESCしか進入できない。

### 脱出を邪魔するもの
- 炎 - 床から発生しており、接触するとミスになるほか箱を入れると燃える。金庫を上から落としたり、消火器やスプリンクラーを使ったりして消すことができる。火の強さを表すレベルは三段階存在し、最強のレベル3は消火器を2個使わないと完全に消すことができない。
- 水 - Mr.ESCは泳いだり潜ったりして移動手段にできるが、ヤング・アダルトは浅い場所(水深1mまで)を歩くことしかできず、キッドは触れただけで溺れてミスになる。箱を入れると沈む。なお、Mr.ESCも30秒以上潜水すると溺れてミスになる。
- ドア- クリックすると開ける事ができるが、鍵がかかっている場合は先に鍵を開ける必要がある。また両開きと片開きの2種類があり、両開きはどちらからでも開けることができるが、片開きはノブのついている側からしか開けられない。
- 煙 - 立って通ると咳き込んでしまい通行できない（ミスにはならない）。通る際は換気扇を作動させるか、這って通過する必要がある。ただしアダルトは這えないため後者は不可能。
- 瓦礫 - 床に落ちており、ツルハシで破壊しないと通れない。ただし上からものを乗せることはできる。初期状態と完全に破壊されて無くなるまでの間に破壊段階が2段階存在し、1段階目にはアダルトを除く全員が、2段階目にはキッドがツルハシを使用したときのみ到達する。(攻略のためにはあえて破壊に時間がかかる者にツルハシを使用させて1段階目・2段階目に到達させる必要があることもある)
- 氷柱 - 天井に形成されており、キッド以外はツルハシで破壊しないと通れない。(下に狭い隙間が空いているためキッドだけは四つん這いで通行可能)
- ひびの入った壁 - ツルハシで破壊すれば通れるようになる。
- 重量制限床 - 脆い床板で、制限された重さを超えると床が砕けて下に落ちてしまう。黄色と赤の2種類があり、黄色の床は4w以上、赤の床は2w以上あるものは通ることができない。なお、シチュエーション中には「瓦礫が重量制限床の上にあり、その上に更に箱や金庫が乗っている」「金庫のうち半分が重量制限床の上にはみ出している」という状況も存在しているが、この場合は床は壊れない。なお、この床も含め、床系のギミックは全て飛び越えることができ、Mr.ESCは操作・配置次第では踏まずに移動することもできるが、同行者は穴があるとき以外はジャンプをしないため別ルートを通らない限り必ず踏まなくてはならないことに注意。
- 電気床 - 断続的に放電を繰り返すものと常時放電しているものがあり、前者は放電していない時につかまったり上を通ったりできる。ただし、上に箱を乗せれば放電時でも通行可能。
- 氷床 - 操作性が悪くなり、上で箱を押せないほかつかまりが不可能。スパイクシューズを履くと滑らなくなり箱を押すことが可能になるが、箱は押すと2m動く。
- シャッター - スイッチを操作することで開けられる。一定の間隔で開いたり閉まったりするものもある。シャッターが開いている間に物や人を下に置くと、スイッチから離れても開いたままになる。
- 地震床 - ある場所を通ると地震が起こり、キャラクターが足止めされ、ステージ上の全ての地震床が壊れる。2回揺れると壊れるものもある。
- ベルトコンベア - 一方向にキャタピラが流れている。Mr.ESCだけは走れば逆走可能だが、他のキャラクターは流れに逆らえず、また木箱や金庫も流されてしまう。スイッチを操作すると流れを逆にできる場合もある。
- 暗闇 - ギミックというよりは状況。最初からなっているか、ある一定のタイミングでなるかのどちらかで、周囲の様子が殆ど見えなくなり、警告表示も出なくなる。懐中電灯を使うと照らすことができるほか、ステージによっては電気のスイッチがあることもある。
- 狭い通路 - 狭い隙間しか空いていない通路。1mの高さのものならアダルト以外は這えば通過できるが、0.5mの高さのものはキッド以外は通過できない。もともと動かせない壁によって形成されていることもあるが、箱や地形などによって後天的に形成されてしまうこともある。

### 用法によりどちらともなるもの
- 木箱 - 押して穴に落としたり、スイッチの上に乗せたりして活用できる。ただし、引いたり持って運ぶ事は出来ず、炎に触れると燃えてしまう。Mr.ESCを含む全ての大人が押せる。重量は2w。縦横に重なった場合穴に落とさない限り分割することはできなくなるが、適正な腕力の持ち主が(協力も含む)操作することによってまとめて押すことが可能。ただし、押すのに協力できるのは2人まで。なお、キャラクターに押した、あるいは落下した箱が当たった場合はミスになる。
- 金庫 - 木箱の4倍の大きさで、押して穴に落としたり、スイッチの上に乗せたりして活用できるだけでなく、炎に触れさせることで炎を消す事も出来る。重量は木箱の4倍の8wで、押せるのはアダルトだけである。上に木箱が乗ったりした場合もヤングとアダルトなど適正な腕力の持ち主が協力することによってまとめて押せる。シチュエーション10とカンガエルEXITでは大きな鉄箱として登場。(ギミック性に差はない)なお、消火に使える以上金属製であることは確かだが、なぜか電気床の上に乗せても通電しない。(そのため木箱同様に電気床の上に乗せて足場に使える)木箱同様、キャラクターに押した、あるいは落下した箱が当たった場合はミスになる。

## カンガエル EXIT
『カンガエル EXIT』（-イグジット）とは、タイトーから2006年9月7日に発売された『EXIT』の続編。難易度が上がり、上級者向けの内容になっている。『ケータイデEXIT』のタイトルで携帯アプリに（2008年7月18日には続編『ケータイデEXIT-Lv.2〜ジャングル遺跡バージョン〜』が配信開始された）、『EXIT 2』のタイトルでXbox 360（Xbox Live Arcade）に移植された。

### EXITとの主な違い
- 同行者に、マッチョ・ドッグ・うちゅーじんが追加された。

マッチョ（MACHO）
筋肉質な大人。崖掴まりや垂直ジャンプなどのアクションが可能であり、上下移動ではMr.ESCと同等の移動能力を持つ。
アダルトを一人で引き上げられ、唯一ロープを逆走できるため高いところに行きやすい。代わりに体が重く大きいために四つん這いになれず、横方向への移動能力も低い。重量は3、腕力は4、跳び越せる穴の距離は1m。
ドッグ（DOG）
足が極めて速く、ベルトコンベアを逆走できる。また遭難者の中では唯一水面を泳ぐことが出来る。
体高が低く大人が通れない通路に入れるが、アイテムや壁式のスイッチを使用できず(アイテムの取得は可能)、昇り降りできる段差はは1mのみ。重量は1、腕力は0、跳び越せる穴の距離は4m。
うちゅ～じん
シチュエーション10で登場。前作で敵として登場したうちゅ～じん。今回はMr.ESCの指示で自由に箱型と人型を切り替えられる。ただし、黒い色をしており前作同様攻撃してくる悪いうちゅ〜じんには注意が必要。本作でもライトサーベルが登場するため、悪いうちゅ〜じんと戦うこともできる。救助対象のこのうちゅ～じんもライトサーベルの攻撃が当たると箱化する（ミスにはならない）
水底も火の中も歩け、箱化して誰かに押してもらえばどんなに高い場所から落ちてもミスにならない無敵の遭難者。また、ワープ能力で梯子や階段を一気に昇降できる。ただしアイテムは使えない。昇り降りは1mまで、重量は2、腕力は0、跳び越せる穴の距離は1m。
うちゅ〜じんの操作
- 箱化 :うちゅ〜じんの上に出ている箱化ボタンを2回クリック
- 元に戻す :箱化しているうちゅ〜じんに移動指示を出すか、追尾モードにする

- ギミックがいくつか追加された。

水位変更スイッチ - 押すと一回だけ水位を変えられる。水が入れられるか抜かれるかはステージごとに異なる。
二重シャッター - 二階分に渡るシャッター。ただし閉まっているのはどちらか一方であり、スイッチを押すと切り替わる。
主電源レバー - 切り替えることで電気系統のギミックを全て止める事ができる。電気床などの有害なギミックを無効化できるが、スイッチなども全て作動しなくなる。
エスカレーター - 一方通行の階段。電動式の為、主電源を落とすと通常の階段と同じように昇り降りできる。
人間ロープウェイ - 掴まって空中を横に移動できる。鉄棒と同様途中で降りる事も出来るが、降りた場所でロープウェイも止まってしまうほか、一度使用してしまうとロープウェイの位置も逆側になるためそちらからしか使用できなくなる。握力のあるMr.ESCとマッチョしか使えない。
回転扉 - どちらか一方からしか通行できず、さらに一度通ると通行できる方向が逆になる。
横長の箱 - 高さ1m、幅2mの鉄の箱。金庫と同様に消火にも使える。重さは4w。なお、縦長の箱は登場しない。
樽 - 四辺1mの木製の樽。最初は横倒しになっており、押すと壁に当たるか水に落ちるまで止まらない（止まると縦になる）。転がる樽に当たるとミスになるが、止まった樽は木箱と同様に扱える。壁式のスイッチに当たるとスイッチを押せる。水に浮くが、一つの樽に4w以上の物が乗ると1m沈み、8w以上乗ると水が入って沈んでしまう。一度沈むと物が無くなっても浮かばない。横倒しの状態の樽も上に乗れる。転がる樽が別の樽に接触した場合は当たった別の樽が転がり始め、もともと転がっていた樽は縦になって止まる。
観覧車 - 4つまたは2つのゴンドラが存在し、一度スイッチを操作するたびにすべてのゴンドラを90度ずつずらせる。
回数制限床 - 耐久性がある床。床板が3枚重なっており、上をキャラクターや箱・樽が1度通るたびに1枚ずつ床板が砕け、最後の1枚になった状態で上に乗ると重量制限床と同様に砕けて落下してしまう。なお、床板は上を通る物の重量によらず1人もしくは1個が通るたびに1枚砕ける。
- Mr.ESCの動きが良くなる、ハシゴでの移動方向の変更可、時間制限があるスイッチのカウントが表示される、脱出完了判定の変更などがある。
- 同行者図鑑での説明文が、全てその遭難者が登場したシチュエーションに合う内容となった（駅員、駅構内で眠り続けていた酔っ払いなど）。
- シチュエーションは11+2、他にダウンロードステージがある。

など